# Gijzegem
Gijzegem is een dorp in de Belgische provincie Oost-Vlaanderen en een deelgemeente van de stad Aalst, het was een zelfstandige gemeente tot aan de gemeentelijke herindeling van 1977. Gijzegem ligt ten noorden van het stadscentrum van Aalst, langs de weg naar Dendermonde. De plaats ligt in de Denderstreek.

## Toponymie
Het deeltje -gem is een Germaans woord dat zoveel betekent als 'huis van'. Gijzegem betekent dus 'Huis van Gijs' en dit was dus het eerste huis van het dorp.

## Geschiedenis
In oudere documenten wordt ook Gyseghem geschreven.
De eerste heer van Gijzegem was Jan van Royen. In 1399 kwam de heerlijkheid aan Robert van Leeuwergem. In 1421 kwam hij aan de familie Godevaerts en omstreeks 1450 werd de heerlijkheid gesplitst  en de delen werden eigendom van respectievelijk de families Godevaerts en Boccaert. In 1664 kwamen de twee delen weer bij elkaar en werden verkocht aan Jan Goubau, die schepen van Antwerpen was. De laatste heren waren van de familie Le Candèle.
Tot eind 1976 was Gijzegem een zelfstandige gemeente, maar bij de grote fusie op 1 januari 1977 werd Gijzegem opgenomen in de stad Aalst.

## Demografische ontwikkeling
- Bronnen:NIS, Opm:1831 tot en met 1970=volkstellingen; 1976 = inwoneraantal op 31 december

## Lijst van burgemeesters
- Marcellin Marie De Clippele[1]
- Pierre Léon Mertens[2]

## Bezienswaardigheden
- De classicistische Sint-Martinuskerk uit 1772 met beschermd van Peteghem-orgel uit 1776.
- De Schandpaal, werd pas in 1960 ontdekt en werd opnieuw ingehuldigd in 2011.
- Het Kasteel van Gijzegem. Het slot werd in 1614 verwoest en vervangen door een nieuw, dat in 1809 werd gemoderniseerd. Dit werd op zijn beurt in 1954 gesloopt en vervangen door en modern gebouw, dat aan het voorgaande herinnert. Van het oorspronkelijke landgoed van de familie Goubau, heren van Gijzegem en Mespelare, is enkel een schilderachtige hoeve, het Pachthof en de inrijpoort bewaard gebleven.
- Het provincialaat van de Paters Oblaten van Maria, gelegen in de Vereeckenstraat.
- Het moederhuis der Zusters van de H. Vincentius a Paulo gelegen in de Pachthofstraat, gesticht door Elisabeth de Robiano, barones le Candèle.

## Natuur en landschap
Gijzegem ligt aan de Dender. De Molenbeek-Ter Erpenbeek mondt iets ten zuiden van Gijzegem uit in de Dender. Gijzegem ligt in Zandlemig Vlaanderen en de hoogte bedraagt 2-10 meter. Langs de Dender ligt het natuurgebied Beneden-Dender, dat hier onder meer het natuurreservaat Hogedonk omvat.

## Mobiliteit
Door Gijzegem loopt de F43 fietssnelweg tussen Aalst en Sint-Niklaas. Voorlopig is deze enkel befietsbaar tot aan de Langehaagstraat. Een verlenging is nog gepland.
Gijzegem wordt ook bediend door De Lijn. Buslijnen 53, 54 en 57 lopen door Gijzegem.

## Toerisme
Door dit dorp loopt onder meer de fietsroute Denderende steden.

## Sport
In Gijzegem speelt de voetbalclub FCW Gijzegem.

## Diensten
Gijzegem telt verschillende scholen. Zo zijn er twee basisscholen en een middelbare school waar richtingen uit het algemeen secundair onderwijs en technisch secundair onderwijs aangeboden worden.

## Nabijgelegen kernen
Mespelare, Oudegem, Schoonaarde, Hofstade, Wieze, Herdersem
Deelgemeenten: Aalst · Baardegem · Erembodegem · Gijzegem · Herdersem · Hofstade · Meldert · Moorsel · Nieuwerkerken

Gehuchten: Edixvelde (deels) · Terjoden (deels)

Belgische gemeenten · Arrondissement Aalst · Oost-Vlaanderen · Vlaanderen